# Muscolo flessore lungo dell'alluce
Nell'anatomia umana il muscolo flessore lungo dell'alluce è un muscolo della gamba posteriore.

## Anatomia
Si ritrova sotto il muscolo tibiale posteriore, al fianco del muscolo flessore lungo delle dita. Il muscolo adduttore dell'alluce si inserisce unitamente al muscolo flessore lungo dell'alluce lateralmente alla base della prima falange.

## Azione
- Flette la falange distale dell'alluce e partecipa debolmente alla flessione di quella prossimale.
- Assiste la flessione plantare e l'inversione del piede.
- Senza l'attività del muscolo flessore lungo dell'alluce l'individuo avrà difficoltà a mantenere l'equilibrio in punta di piedi.